# Nördlicher Schweinsdachs
Der Nördliche Schweinsdachs (Arctonyx albogularis) ist eine Raubtierart aus der Unterfamilie der Dachse (Melinae) innerhalb der Familie der Marder (Mustelidae). Er kommt im zentralen und südlichen China, im äußersten Osten von Tibet und im östlichen Himalaya vor.

## Merkmale
Die Art ist ein mittelgroßer Dachs. Mit einer Kopf-Rumpf-Länge von 55 bis 70 Zentimetern und einem 11,4 bis 22,2 Zentimeter langen Schwanz ist er etwa so groß wie der Europäische Dachs. Der Schwanz hat in der Regel eine Länge von einem Viertel der Kopf-Rumpf-Länge. Die Hinterfußlänge beträgt 7,6 bis 9,5 Zentimeter und die Ohren sind etwa 3,9 Zentimeter lang. Der Schädel ist 116 bis 149 mm lang (Condylobasallänge) und 68,8 bis 89,1 mm breit (Jochbogenbreite). Ein Scheitelkamm fehlt oder ist nur wenig entwickelt. Das Fell ist zottelig und auf dem vorderen Rücken vorwiegend schwarz gefärbt, dahinter schwarz vermischt mit weißen Haaren. Es ist weicher und länger als das der anderen Schweinsdachsarten. Im Winter entwickelt der Nördliche Schweinsdachs eine dichte Unterwolle, das Deckhaar wächst auf eine Länge von mehr als 7 cm.
Der Nördliche Schweinsdachs ist deutlich kleiner als der Schweinsdachs (A. collaris), hat einen grazileren Schädel und im Durchschnitt kleinere Prämolaren und Molaren. Verglichen mit dem Sumatra-Schweinsdachs (A. hoevenii) ist der Nördliche Schweinsdachs größer, hat einen größeren Schädel, eine breitere, proportional weniger langgestreckte Schnauze und größere Backenzähne. Da im Fell die schwarzen Deckhaare die hellere Unterwolle stark überlagern, ist der Nördliche Schweinsdachs deutlich dunkler als der Schweinsdachs, aber nicht so dunkel wie der Sumatra-Schweinsdachs.

## Lebensweise
Der Nördliche Schweinsdachs kommt in China von den Provinzen Gansu, Hebei, Shanxi und Liaoning im Norden bis Yunnan, Guangxi und Guangdong im Süden vor, außerdem im äußersten Osten von Tibet, im Nordosten von Indien und möglicherweise auch in Nepal und im Norden von Bangladesch. Im nordöstlichen Indien überlappt sich das Verbreitungsgebiet mit dem des Schweinsdachses. Die Tiere leben in gemäßigt temperierten Wäldern und im Grasland bis in Höhen von 4300 Metern und sind in einigen Gegenden relativ häufig. Abgesehen von der Paarungszeit im April und Mai sind die Dachse Einzelgänger. Ihre unterirdischen Baue legen sie bevorzugt an den Ufern von Bächen und Flüssen an. Die Jungen, ein bis vier pro Wurf, werden im Februar oder im März geboren und etwa vier Monate lang gesäugt. Anders als andere Schweinsdachsarten hält der Nördliche Schweinsdachs für gewöhnlich von November bis Februar einen Winterschlaf, vor allem im nördlichen China. Die weitgehend nachtaktiven Tiere sind vor allem in der Zeit von 19 bis 21 Uhr und von 3 bis 5:50 Uhr aktiv. Fressfeinde des Nördlichen Schweinsdachses sind der Leopard, der Wolf und der Kragenbär.
Zur Ernährung des Nördlichen Schweinsdachses wurden bisher zwei Untersuchungen durchgeführt. In Jiangxi im Südosten von China ernährten sich die Tiere im Studienzeitraum fast ausschließlich carnivor. Kleine Wirbeltiere, vor allem Nager, fand man in 77 % der untersuchten Kotproben, außerdem waren Schnecken, deren Überreste man in 19 % der Proben fand, ein bedeutender Nahrungsbestandteil. Überreste von Pflanzen fand man nicht. Dagegen fraßen in Shaanxi im nördlichen China untersuchte Nördliche Schweinsdachse vor allem Würmer, Käfer, Zikaden, Raupen, Wurzeln, Blätter und Eicheln. Überreste von Nagern, Schlangen, Fröschen und Vögeln fand man nur in 16 % der Kotproben. Man muss davon ausgehen, dass Nördliche Schweinsdachse anpassungsfähige Allesfresser sind, die je nach Jahreszeit, den örtlichen Bedingungen und individuellen Vorlieben eine Vielzahl von Nahrungsquellen nutzen.

## Systematik
Der Nördliche Schweinsdachs wurde im Jahr 1853 durch den englischen Zoologen Edward Blyth unter der Bezeichnung Meles albogularis erstmals wissenschaftlich beschrieben. Synonymbeschreibungen publizierten unter anderem der französische Naturforscher Alphonse Milne-Edwards (Meles leucolaemus Milne-Edwards, 1867 u. Meles (Arctonyx) obscurus Milne-Edwards, 1871) und der britische Zoologe Oldfield Thomas (Arctonyx leucolaemus orestes Thomas, 1911 u. Arctonyx obscurus incultus Thomas, 1922). Später wurden alle Bezeichnungen der Art mit Arctonyx collaris, dem Schweinsdachs, synonymisiert. Im Jahr 2008 revalidierten der US-amerikanische Zoologe Kristofer Helgen, seine Frau und ein Kollege aus Singapur die Art unter der Bezeichnung Arctonyx albogularis, nachdem sie deutliche morphologische Unterschiede zwischen den drei Arten der Schweinsdachse nachweisen konnten.

## Belege
1. 1 2  Milne-Edwards A. 1871. Etude pour servir à l’histoire de la fauna mammalogique de la Chine. In: Milne-Edwards A, ed. Recherches pour servir à l’histoire des mammifères. Paris: Masson, 67–229.
2. 1 2 3 4 5  Kristofer M. Helgen, Norman T-Lon Lim, Lauren E. Helgen: The hog-badger is not an edentate: systematics and evolution of the genus Arctonyx (Mammalia: Mustelidae). Zoological Journal of the Linnean Society, Volume 154, Issue 2, Oktober 2008, Pages 353–385, doi: 10.1111/j.1096-3642.2008.00416.x
3. ↑  Blyth E. 1853. Report of zoological curator for September meeting. Journal of the Asiatic Society of Bengal 22: 589 – 594.
4. ↑  Milne-Edwards A. 1867. Observations sur quelques mammifères du nord de la Chine. Annales des Sciences Naturelles (comprenant la zoologie) (series 5) 7: 375–377; 8: 374–376.
5. ↑  Thomas O. 1911. The Duke of Bedford’s Zoological Exploration of Eastern Asia. XIV. On mammals from southern Shen-si, Central China. Proceedings of the Zoological Society of London 1911: 687–695.
6. ↑  Thomas O. 1922. On mammals from the Yunnan Highlands collected by Mr. George Forrest and presented to the British Museum by Col. Stephenson R. Clarke. D.S.O. Annals and Magazine of Natural History (series 9) 10: 391–406.